# 李林枝
李林枝（1910年—2009年），男，四川苍溪人，中华人民共和国政治人物，曾任四川省革命委员会副主任，四川省人大常委会副主任，第四、五届全国人大代表。